# Krásnohorská Dlhá Lúka
Krásnohorská Dlhá Lúka je obec na Slovensku v okrese Rožňava. V obci žije 700 obyvatel.

## Dějiny
Vyvinula se v katastru Krásné Hôrky v první polovině 14. století. Poprvé se zmiňuje v roce 1338, do poloviny 16. století patřila Bubekovcům, potom rodu Andrášiovcův. Do konce 17. století se obyvatelé zabývali především pastevectvím, ale i pálením uhlí i vápna a povoznictvím. V roce 1773 bylo v obci 43 usedlostí (5 opuštěných) a 4 chalupy.

## Kultura a zajímavosti

### Památky
- Římskokatolický kostel sv. Jiřího, jednolodní původně barokní stavba s polygonálním ukončením presbytáře a věžemi z roku 1754. Úpravami prošel v roce 1782 a začátkem 20. století byl zásadně přestavěn v duchu pozdního historismu. V interiéru kostela se nachází zařízení z poslední přestavby v neogotickém stylu. Fasády jsou členěny pilastry s kvádrováním a okny s lomeným obloukem a šambránami. Věže jsou dekorované kvádrováním a ukončené trojúhelníkovými štíty s terčíkem a jehlancovou helmicí.

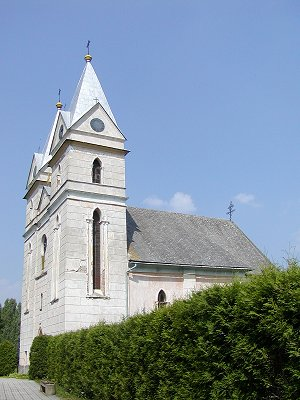
Kostel sv. Jiřího
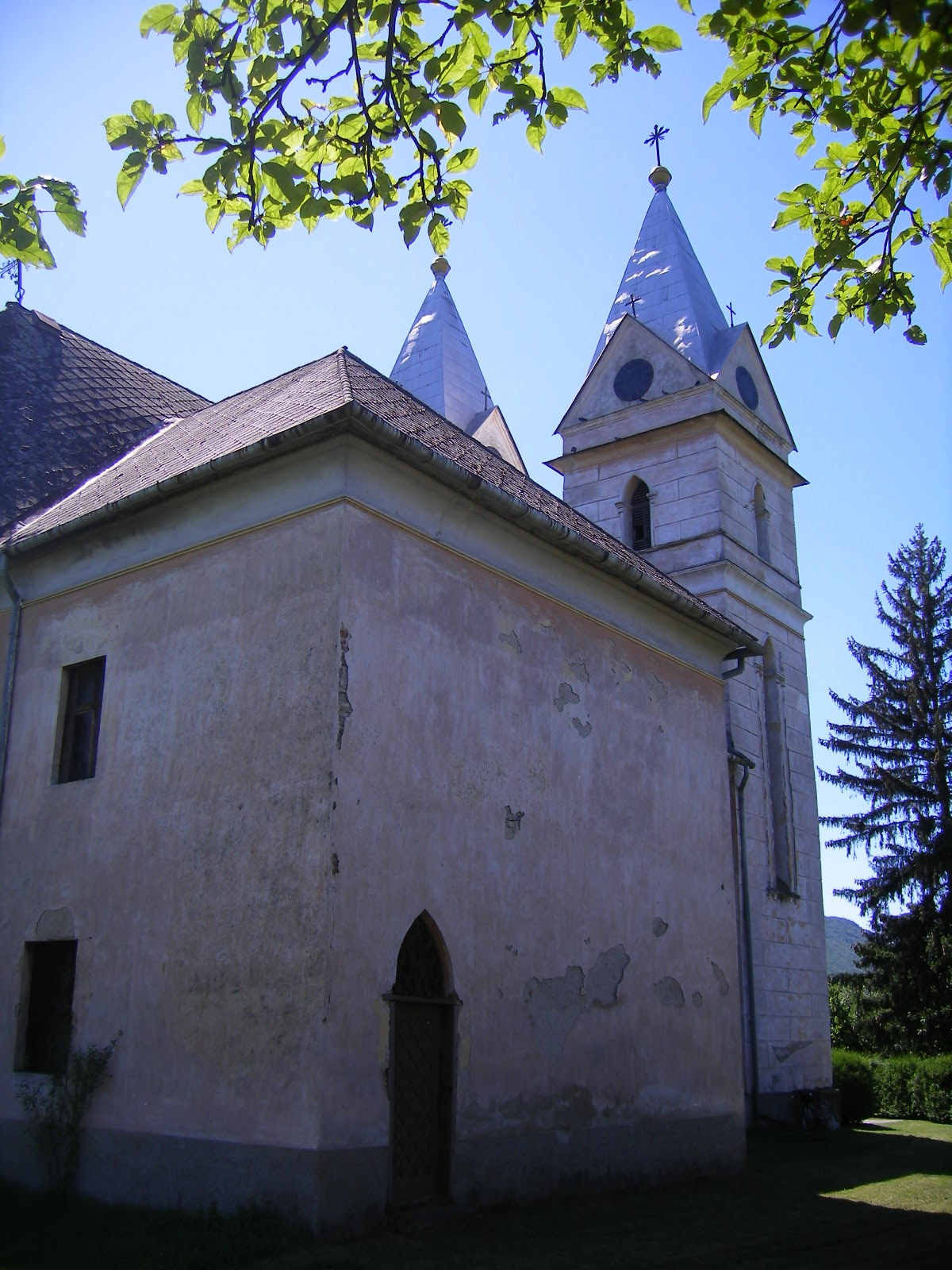
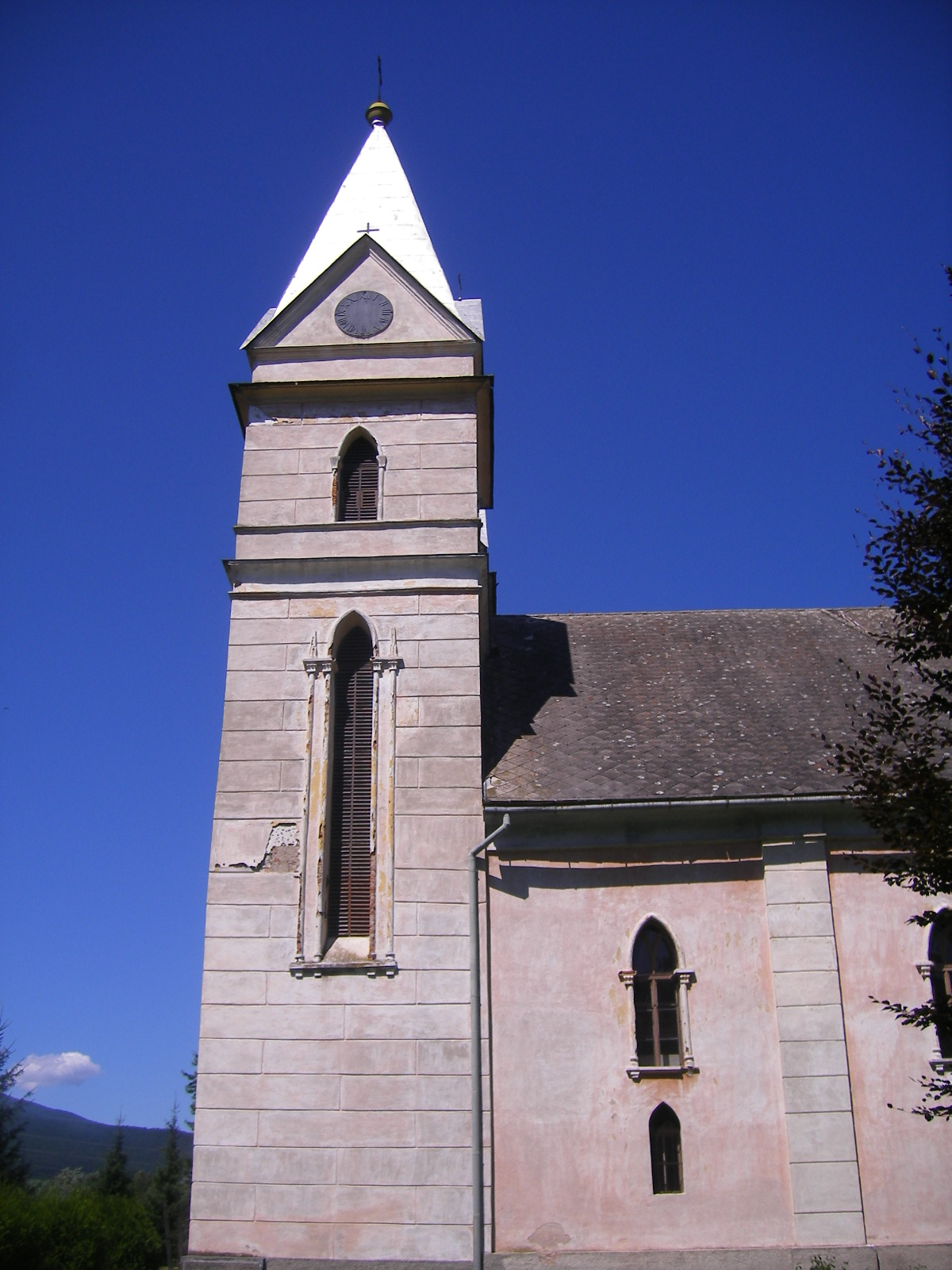
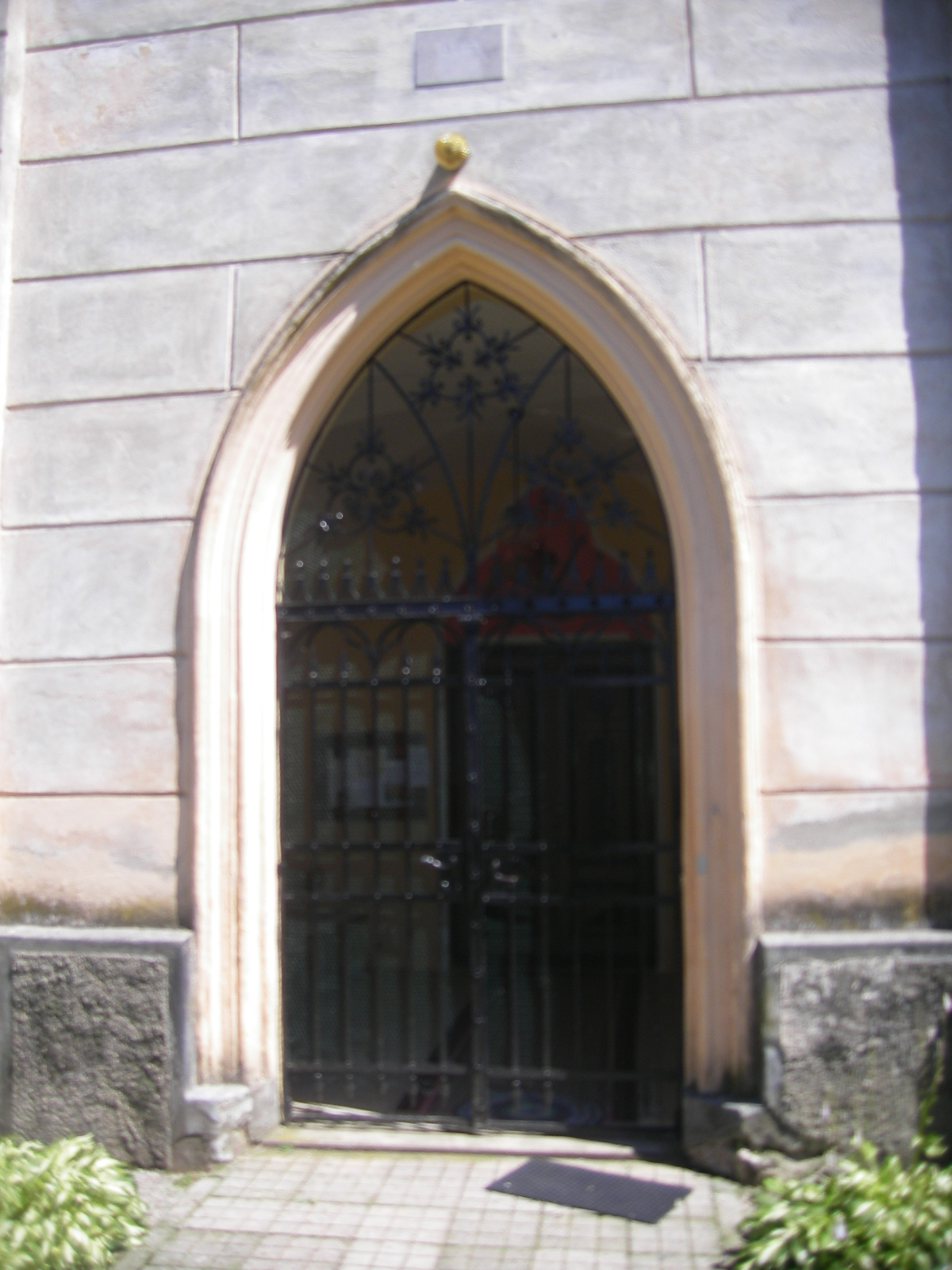
Detail portálu kostela

### Turistika
Nedaleko obce v severním svahu Silické planiny se nachází Krásnohorská jeskyně s prostornými chodbami říčního původu, s aktivním 1 km dlouhým podzemním tokem, s dómy zdobenými bohatou krasovou výzdobou, jezírkem a svou velikostí unikátními stalagmity s výškou 32,7 m a 14 m širokou základnou.

## Školství
- V obci funguje ZŠ a MŠ Krásnohorská Dlhá Lúka.

## Partnerské obce
- Ragály, Maďarsko
- Zubogy, Maďarsko
- Ibrány, Maďarsko